# Lucka

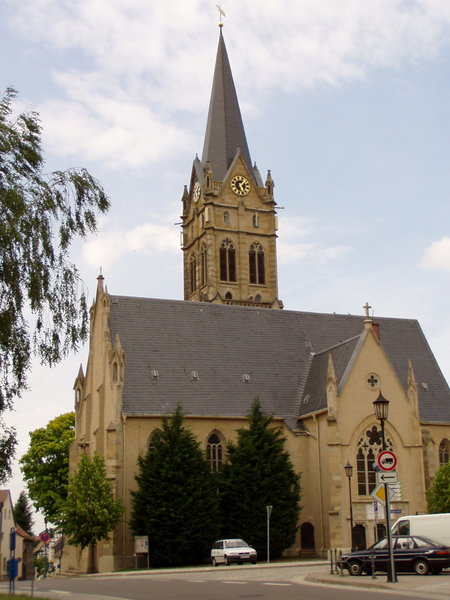
De kerk van Lucka

Lucka is een stad in de Duitse deelstaat Thüringen, gelegen in de Landkreis Altenburger Land. De stad telt 3.606 inwoners.